# Kulykivský rajón
Kulykivský rajón (ukrajinsky Куликівський район) byl rajón v Černihivské oblasti na Ukrajině. Hlavním městem byla Kulykivka a rajón měl přibližně 16 tisíc obyvatel. 

## Sídla v rajónu
- Kulykivka